# Васильчиков, Григорий Борисович
Григо́рий Бори́сович Васи́льчиков — дипломат и политический деятель Московского царства эпохи правления Фёдора Ивановича.

## Происхождение и служба
Был младшим из сыновей Бориса Васильчикова от брака с княжной Анной Засекиной.
С 1565 года служил в опричном войске, в 1573 году был упомянут с окладом в 50 рублей. В январе 1575 года женой Ивана Грозного стала дальняя родственница Григория Анна Васильчикова. По мнению учёных, она была дочерью четвероюродного брата Григория Борисовича — Григория Андреевича. Григорий Борисович также упомянут в чине свадьбы, а после бракосочетания ему было выделено поместье в Шелонской пятине.
В 1583 году служил в Балахне осадным головой. В 1585 году в связи с переговорами о русско-датских торговых отношениях упоминается в качестве кольского воеводы.
В 1587 году ездил на встречу польских послов Петра Черниковского и Богдана Огинского и был оставлен при них в приставах. В том же году встречал в Смоленске посла германского императора.
В 1588—1589 годах числился среди выборных городовых дворян. В 1592 году в звании боярина и наместника Болховского был послан в Колу на съезд с датскими послами по поводу установления границы между Россией и Данией.
В 1598 году служил земским судьёй и оставался в Москве на Земском дворе во время Серпуховского похода царя Бориса Годунова против крымского хана Газы Герая.
Григорий Васильчиков умер в конце 1598 года или в начале 1599 года.

## Посольство в Персию
В апреле 1588 года Васильчиков был послан с посольством в Персию, чтобы выяснить сложившуюся там обстановку в условиях войны с Турцией. После тяжёлого поражения персидских войск шах Мухаммад Худабенде вынужден был искать помощи за пределами страны и послал своего приближённого Анди-бека в Москву, предлагая царю Фёдору Ивановичу заключить антитурецкий союз. Он предлагал поступиться своими правами на Дербент и Баку в случае, если Московское царство сможет отвоевать их у османов. В обмен на это шах просил царя начать активные военные действия. В Москве долго собирались с ответом, за это время персидский престол занял новый шах Аббас I, склонявшийся к скорейшему заключению мира с Османской империей. Отправлявшийся в Персию Григорий Васильчиков получил наказ убедить шаха в полной поддержке со стороны России и укрепить его антиосманскую позицию. В доказательство послу следовало ссылаться на посылку московских войск к Астрахани и на Терек, а также обещать, что русские не допустят прохода османского войска в Персию через Северный Кавказ. Григорий Васильчиков вернулся из Ирана в 1589 году, в августе прибыл в Астрахань и лишь в декабре оказался в Москве, привезя с собой шахских посланников — Бутакбека и Анди-бека.

## Семья
Был дважды женат: 1) на некой Аграфене; 2) на некой Федоре.
От брака с Федорой оставил единственного сына — Лукьяна, а также дочь Анисью.